# William Orville Ayres
Pour les articles homonymes, voir Ayres.
William Orville Ayres est un médecin et un ichtyologiste américain, né le 11 septembre 1817 au Connecticut et mort le 30 avril 1887.
Il fait des études à Yale où il obtient un titre de docteur en médecine. Passionné par l’histoire naturelle et notamment par l’ornithologie, il devient ami du peintre et ornithologue John James Audubon (1785-1851). Il devient le premier conservateur de l’ichtyologie de la California Academy of Sciences.

## Liste partielle des publications
- 1855 : [Descriptions of new species of Californian fishes]. A number of short notices read before the Society at several meetings in 1855. Proc. Calif. Acad. Sci., (Ser. 1) v. 1 (pt. 1) : 23–77.
- 1859 : [On new fishes of the Californian coast]. Proceedings of the California Academy of Natural Sciences (Ser. 1) v. 2 (1858–1862): 25–32.